# Olympische Sommerspiele 1988/Teilnehmer (Haiti)
| Gelbes Symbol für Goldmedaillen mit stilisierten Olympischen Ringen | Graues Symbol für Silbermedaillen mit stilisierten Olympischen Ringen | Braundes Symbol für Bronzemedaillen mit stilisierten Olympischen Ringen |
| ------------------------------------------------------------------- | --------------------------------------------------------------------- | ----------------------------------------------------------------------- |
| —                                                                   | —                                                                     | —                                                                       |

Haiti nahm an den Olympischen Sommerspielen 1988 in Seoul, Südkorea, mit einer Delegation von vier Sportlern (drei Männer und eine Frau) an fünf Wettkämpfen in zwei Sportarten teil. Es konnten keine Medaillen errungen werden. Jüngster Athlet war die Kugelstoßerin Deborah Saint Phard (23 Jahre und 277 Tage), ältester Athlet war der Marathonläufer Dieudonné LaMothe (34 Jahre und 69 Tage). Es war die neunte Teilnahme des Landes an Olympischen Sommerspielen. Fahnenträgerin war Deborah Saint Phard.

## Teilnehmer nach Sportarten

### Leichtathletik
Damen
- Deborah Saint Phard
  - Kugelstoßen

Qualifikationsrunde: Gruppe B, 16,02 Meter, Rang neun, Gesamtrang 19, nicht für das Finale qualifiziert
Runde eins: 14,87 Meter
Runde zwei: 15,35 Meter
Runde drei: 16,02 Meter

Herren
- Dieudonné LaMothe
  - Marathon

Finale: 2:16:15 Stunden, Rang 20
- Claude Roumain
  - 100 Meter

Runde eins: ausgeschieden in Lauf sieben (Rang sieben), 11,22 Sekunden
  - 200 Meter

Runde eins: ausgeschieden in Lauf vier (Rang sechs), 22,60 Sekunden

### Tennis
Herren

Einzel
- Ronald Agénor
Runde eins: ausgeschieden gegen Leonardo Lavalle aus Mexiko durch Aufgabe
Rang 33